# Coenotephria uncinata
Coenotephria uncinata är en fjärilsart som beskrevs av Achille Guenée 1858. Coenotephria uncinata ingår i släktet Coenotephria och familjen mätare. Inga underarter finns listade i Catalogue of Life.